# Verbascum ballii
Verbascum ballii är en flenörtsväxtart som först beskrevs av Battand., och fick sitt nu gällande namn av Huber-morath. Verbascum ballii ingår i släktet kungsljus, och familjen flenörtsväxter. Inga underarter finns listade i Catalogue of Life.